# Las monsunowy

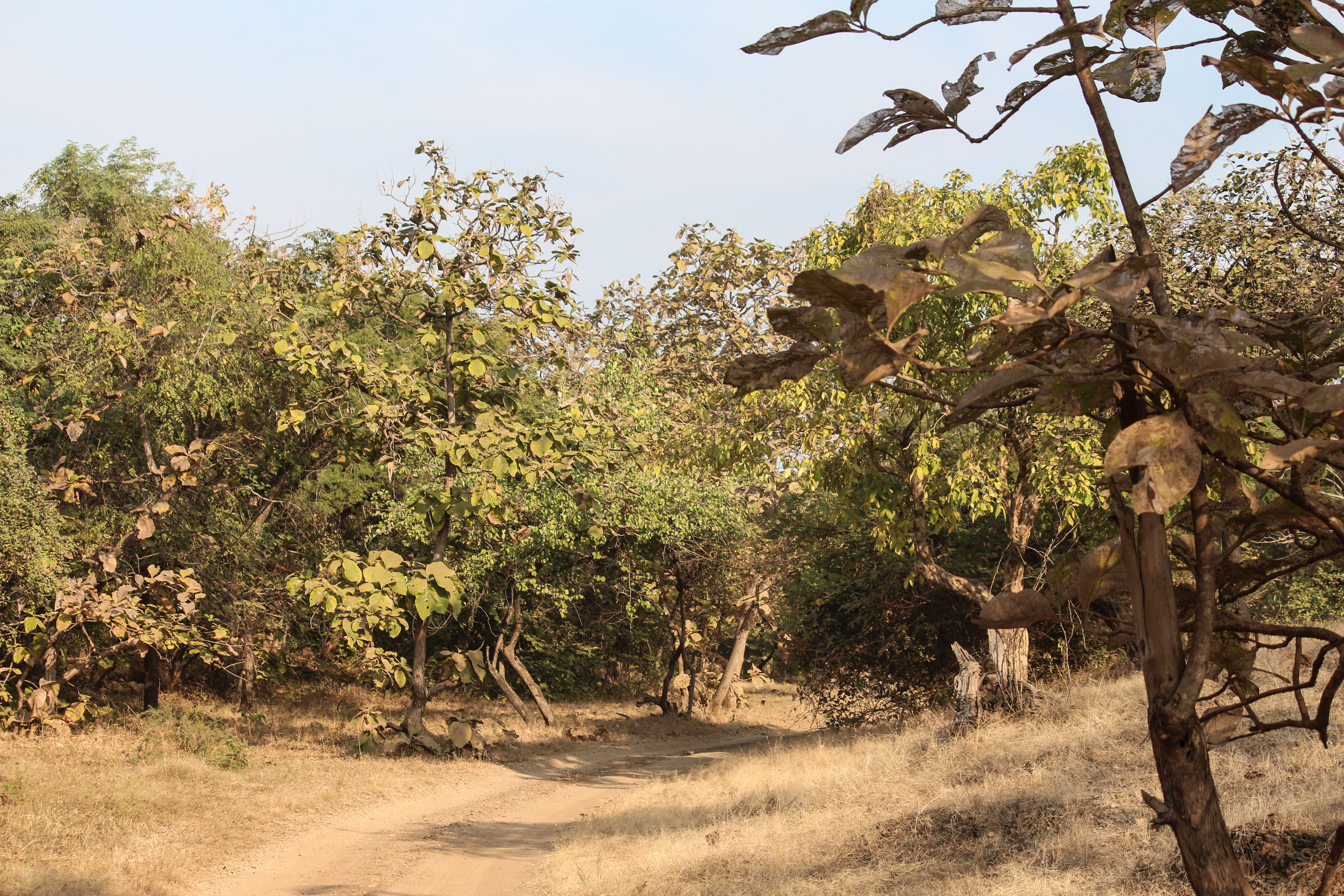
Las monsunowy z panującą teczyną wyniosłą w Indiach

Las monsunowy – formacja roślinna związana z klimatem podrównikowym wyraźnie zróżnicowanym na bardzo wilgotną porę deszczową (z opadami od 1000 do 2500 mm) oraz porę suchą trwającą od 3 do 5 miesięcy. W czasie pory deszczowej pogoda kształtowana jest przez wiatry monsunowe wiejące znad mórz, a w porze suchej – od wnętrza lądów. Temperatura wykazuje w cyklu rocznym zwykle nieznaczne wahania, zwykle jest niższa w okresie suchym. Lasy te zawierają zwykle dwie warstwy drzew, są świetliste, z bogatym runem. Ze względu na warunki siedliskowe dzielone są na dwa podstawowe typy – wilgotne i suche. 

## Szata roślinna
Drzewostan jest stosunkowo niewysoki (wyraźnie niższy niż w lasach równikowych) – osiąga do 25–35 m. Często występują dwie warstwy koron drzew – w wyższej dominują gatunki zrzucające liście w porze suchej (na siedliskach wilgotnych liczniej rosną zwykle gatunki wiecznie zielone), a w dolnej dominują drzewa o liściach trwałych, skórzastych, zwykle o niewielkiej blaszce. Zróżnicowanie gatunkowe drzew jest znacznie mniejsze niż w lasach równikowych, często dominują tu pojedyncze gatunki. Warstwa krzewów jest różnie wykształcona, często zdominowana jest przez bambusy, w miejscach wilgotnych obficie rosną liany i epifity. Ponieważ rośliny drzewiaste rosną tu względnie luźno, do runa dociera dużo światła i jest ono bujne i zróżnicowane.

## Fauna
Lasy zamieszkują dzioborożce, papugi, a także szereg grzebiących w tym m.in. kur bankiwa i paw indyjski.

## Występowanie
Lasy monsunowe największe obszary zajmują w Indiach i południowo-wschodniej Azji. W Australii występują na północy i północnym wschodzie, w Ameryce Południowej obecne są między puszczą amazońską i Andami oraz w północnej części kontynentu (północne stoki Andów, zachodnia część Wyżyny Gujańskiej). W Ameryce Środkowej tworzą się na stokach gór od strony Pacyfiku oraz na Kubie. Niewielkie ich pozostałości zachowały się w Afryce Wschodniej i na Madagaskarze.